# Fernando González Valenciaga
Fernando González Valenciaga, także Nando (ur. 1 lutego 1921 w Getxo, zm. 3 stycznia 1988) – hiszpański piłkarz występujący podczas kariery na pozycji pomocnika.

## Kariera klubowa
Nando piłkarską karierę rozpoczął w klubie CD Getxo pod koniec lat 30. Potem był zawodnikiem Bilbao Athletic oraz SD Indautxu zanim w 1941 trafił do pierwszoligowego klubu Athletic Bilbao. W Primera División zadebiutował 15 listopada 1942 w wygranym 5-0 meczu z Sevillą. Z Atlhetikiem zdobył mistrzostwo Hiszpanii w 1943 oraz czterokrotnie zdobył Puchar Króla w 1943, 1944, 1945 i 1950. W 1952 przeszedł do Racingu Santander, w którym 2 lata później zakończył karierę. Ostatni raz w lidze wystąpił 7 lutego 1954 w zremisowanym 1-1 meczu z Atlhetikiem Bilbao. Ogółem w lidze hiszpańskiej rozegrał 252 meczów, w których zdobył 6 bramek.
| Sezon   | Klub             | Kraj      | Rozgrywki        | Mecze | Bramki |
| ------- | ---------------- | --------- | ---------------- | ----- | ------ |
| 1941/42 | Athletic Bilbao  | Hiszpania | Primera División | 0     | 0      |
| 1942/43 | Athletic Bilbao  | Hiszpania | Primera División | 15    | 0      |
| 1943/44 | Athletic Bilbao  | Hiszpania | Primera División | 26    | 0      |
| 1944/45 | Athletic Bilbao  | Hiszpania | Primera División | 26    | 1      |
| 1945/46 | Athletic Bilbao  | Hiszpania | Primera División | 22    | 0      |
| 1946/47 | Athletic Bilbao  | Hiszpania | Primera División | 25    | 2      |
| 1947/48 | Athletic Bilbao  | Hiszpania | Primera División | 24    | 0      |
| 1948/49 | Athletic Bilbao  | Hiszpania | Primera División | 0     | 0      |
| 1949/50 | Athletic Bilbao  | Hiszpania | Primera División | 20    | 1      |
| 1950/51 | Athletic Bilbao  | Hiszpania | Primera División | 29    | 2      |
| 1951/52 | Athletic Bilbao  | Hiszpania | Primera División | 27    | 0      |
| 1952/53 | Racing Santander | Hiszpania | Primera División | 24    | 0      |
| 1953/54 | Racing Santander | Hiszpania | Primera División | 14    | 0      |

## Kariera reprezentacyjna
W reprezentacji Hiszpanii Nando zadebiutował 26 stycznia 1947 w przegranym 1-4 towarzyskim meczu z Portugalią. W 1950 został powołany do kadry na mistrzostwa świata. Na mundialu w Brazylii był rezerwowym i nie wystąpił w ostatnim żadnym meczu. Ostatni raz w reprezentacji wystąpił 17 czerwca 1951 w zremisowanym 0-0 towarzyskim meczu ze Szwecją.
| Mecze i gole w reprezentacji | Mecze i gole w reprezentacji | Mecze i gole w reprezentacji | Mecze i gole w reprezentacji | Mecze i gole w reprezentacji | Mecze i gole w reprezentacji | Mecze i gole w reprezentacji |
| #                            | Data                         | Miasto                       | Przeciwnik                   | Gol                          | Wynik                        | Rozgrywki                    |
| ---------------------------- | ---------------------------- | ---------------------------- | ---------------------------- | ---------------------------- | ---------------------------- | ---------------------------- |
| 1.                           | 26.01.1947                   | Lizbona                      | Portugalia                   |                              | 1:4                          | towarzyski                   |
| 2.                           | 02.03.1947                   | Dublin                       | Irlandia                     |                              | 2:3                          | towarzyski                   |
| 3.                           | 21.03.1948                   | Madryt                       | Portugalia                   |                              | 2:0                          | towarzyski                   |
| 4.                           | 30.05.1948                   | Barcelona                    | Irlandia                     |                              | 2:1                          | towarzyski                   |
| 5.                           | 20.06.1948                   | Zurych                       | Szwajcaria                   |                              | 3:3                          | towarzyski                   |
| 6.                           | 18.02.1951                   | Madryt                       | Szwajcaria                   |                              | 6:3                          | towarzyski                   |
| 7.                           | 10.06.1951                   | Bruksela                     | Belgia                       |                              | 3:3                          | towarzyski                   |
| 8.                           | 17.06.1951                   | Solna                        | Szwecja                      |                              | 0:0                          | towarzyski                   |